# Ellen Wordsworth Darwin

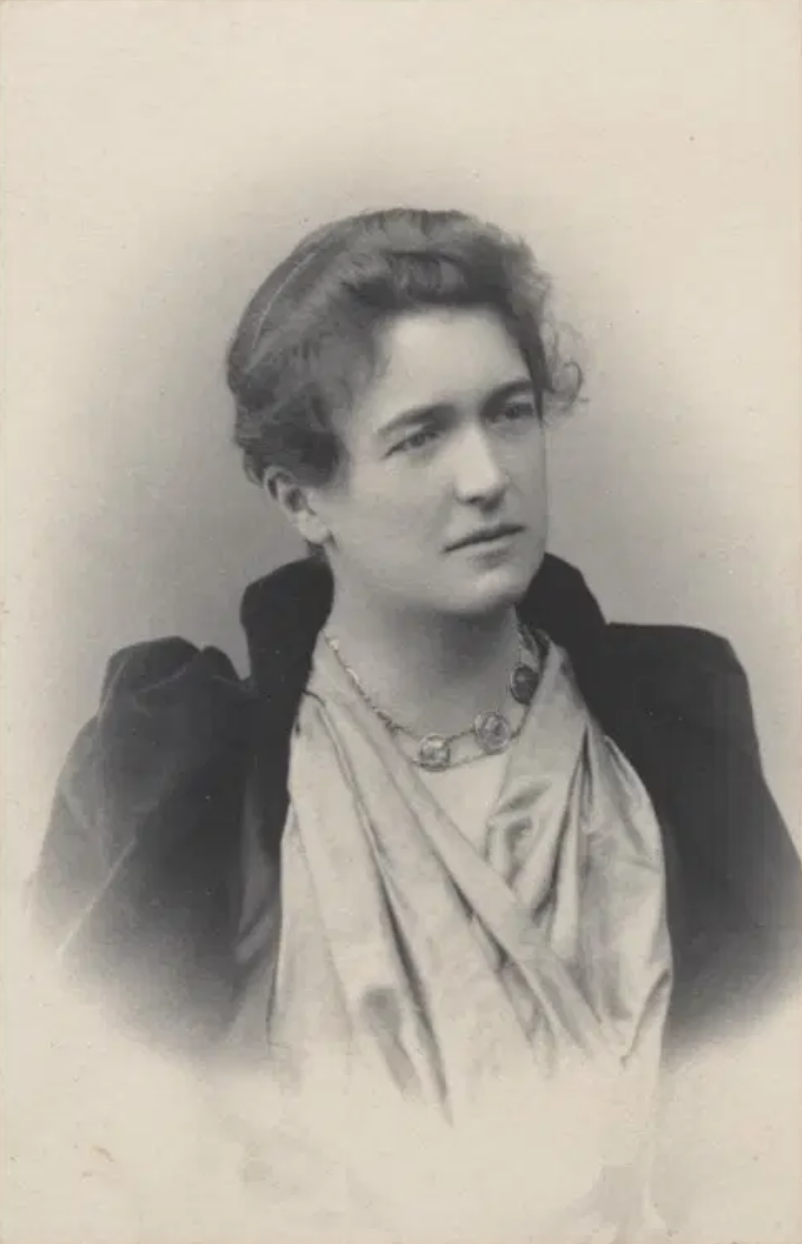
Ellen Wordsworth Darwin

Ellen Wordsworth Darwin (* 13. Januar 1856 in Leeds, Vereinigtes Königreich; † 28. August 1903 in Cambridge, Vereinigtes Königreich) war eine britische Stipendiatin und Dozentin für Englische Literatur am Newnham College in Cambridge und die zweite Frau des Botanikers Sir Francis Darwin. Ihre Tochter war die Dichterin Frances Cornford.

## Leben und Werk
Wordsworth Darwin war die Tochter von Ellen (geborene Wordsworth) und John Crofts und eine Cousine des Philosophen Henry Sidgwick. Ihr älterer Bruder Ernest Crofts war ein Maler historischer und militärischer Szenen. Von 1874 bis 1877 studierte sie am Newnham College in Cambridge und unterrichtete dort ab 1878 englische Literatur. 1879 lernte sie als Tutorin die spätere Schriftstellerin Amy Levy kennen und ermutigte diese Gedichte, Kurzgeschichten und Artikel zu veröffentlichen. 1883 heiratete sie den Sohn von  Charles Darwin, den Botaniker Francis Darwin. Sie hatten einen Sohn Bernard Darwin aus Darwins erster Ehe. Wordsworth Darwin musste ihren akademischen Posten aufgeben und bekam nach einer Fehlgeburt 1884 ihre Tochter Frances 1886. Sie unterrichtete dann in Teilzeit am Newnham College und war Mitglied des Rates.
Sie war Mitglied der Ladies Dining Society an der University of Cambridge, die 1890 von der Autorin Louise Creighton und der Frauenaktivistin Kathleen Lyttelton gegründet wurde. Die Frauen, von denen die meisten mit Akademikern aus Cambridge verheiratet waren, beteiligten sich aktiv an der Kampagne zur Vergabe von Cambridge-Abschlüssen für Frauen und waren starke Befürworterinnen des Frauenwahlrechts.